# Euskal Herria Zuzenean
Pour les articles homonymes, voir EHZ.
Euskal Herria Zuzenean (EHZ) est un festival musical qui se déroule le week-end le plus proche du premier juillet au Pays basque français.
Le festival a été créé en 1996. Il s'est déroulé sur la commune de Saint-Martin-d'Arrossa en Basse-Navarre jusqu'en 2003, puis, s'est installé à Idaux-Mendy en Soule jusqu'en 2008 avant de déménager à Hélette entre 2009 et 2012 et à Mendionde entre 2013 et 2016. L'édition de 2017 est annulée en raison des intempéries, entraînant également l'annulation de l'édition 2018 pour raisons financières. Le festival est relancé en 2019 à Irissarry,, où il se déroule jusqu'en 2023. Puis en 2024, il change de lieu et se déroule à Arbérats-Sillègue.
La chanson "Arrosako Zolan" du groupe Aire Ahizpak (eu) est utilisée comme hymne par le festival.

## Historique
Le festival est lancé en 1996 à Saint Martin d'Arrossa par l'association Piztu (créée en 1994 pour être une plateforme d'échanges et d'aide à l'évènementiel) et la radio Irulegiko Irratia, avec pour objectif de profiter de la venue de groupes de musique populaires pour sensibiliser le public à la lutte contre le SIDA et la toxicomanie.
La démarche des organisateurs s'inscrit dans une logique militante affichée dès la création du festival, avec plusieurs objectifs revendiqués : 
- dynamiser le Pays basque intérieur par un rendez-vous majeur de 3 jours[12] ;
- valoriser la culture, la langue et l'identité basques[13], mais aussi corses, bretonnes, occitanes et catalanes notamment[14]. Les stands de nourriture proposent par exemple des spécialités culinaires locales pour "lutter contre l'uniformisation culturelle", et des conférences sont organisées sur l'histoire du Pays basque[15].
- soutenir l'activité associative. La première édition met ainsi à l'honneur les radios libres et associatives (Kreiz Breizh, Fréquence Mutine, Radio Pays, Radio Clapas) et met des stands à disposition d'associations comme AIDES[10].
- réunir autour du bénévolat des jeunes d'origines et de sensibilité différentes[16] ;
- pratiquer des tarifs d'entrée abordables et nouer des partenariats avec la SNCF[17] pour permettre à un public le plus large possible de se rendre au festival.

Le festival s'inscrit ainsi dans une filiation revendiquée avec la mouvance anticapitaliste et altermondialiste,,, s'affichant comme "l'Eurock des peuples contre la World Company" et adoptant des pratiques soucieuses notamment de l'impact environnemental de l'événement (refus de sponsors comme Coca-Cola, pas de publicité sur le site, tri des déchets, utilisation de gobelets en plastiques durs réutilisables, toilettes sèches). Des figures politiques comme José Bové, Aurore Martin ou des organisations militantes comme le syndicat paysan ELB (Euskal herriko Laborarien Batasuna) y sont invités pour organiser des débats et conférences. L'un des fondateurs du festival, Txetx Etcheverry, est également une figure politique engagée au Pays basque.
En 2002 l'association Piztu change de nom, prend son nom actuel Euskal Herria Zuzenean et change de formule en se concentrant surtout sur l'organisation de son festival.
Lors de l'édition 2025, une artiste espagnole, Ane Lindane, se produit dans l'église d'Arbérats-Sillègue et partage une vidéo sur les réseaux sociaux accompagnée du message : « Hier, j'ai fait un grand monologue au festival Euskal Herria Zuzenean. Dans une église non désacralisée, 200 personnes avons fait vaciller les fondations du catholicisme dans un éclat de rire. Nous avons profané, blasphémé et dénoncé les abus sexuels de l'Église. Dieu est mort ! ». Dans cette séquence filmée, on la voit sauter sur l'autel, mimer une masturbation avec un crucifix et le jeter à terre,. La vidéo scandalise les milieux catholiques, au-delà du diocèse de Bayonne. Son évêque, Marc Aillet, réagit dans un communiqué : « De tels agissements, qui précisons-le, se sont produits dans une église consacrée au culte, heurtent profondément la communauté catholique. Ils constituent, aux yeux de l’Église, un sacrilège qui appelle un acte de réparation. » Le maire de la commune condamne ces actes qu'il juge « ignobles et inadmissibles ». De son côté le festival émet un communiqué dans lequel il présente ses excuses aux habitants et aux fidèles de la paroisse ainsi qu'« à ceux qui ont pu se sentir offensés ou blessés. ».

## Missions
EHZ (pour Euskal Herria Zuzenean, soit "Le Pays basque en direct") est une association loi 1901, à but non lucratif, indépendante de tout parti politique, tout syndicat, toute entreprise et toute institution, qui lutte dans plusieurs domaines :
- l'événementiel ;
- le développement territorial ;
- la sensibilisation ;
- le soutien à la création artistique.

Depuis 2008, l'association a diversifié son activité, en proposant de nouveaux rendez-vous culturels ainsi qu'en impulsant de nouvelles dynamiques :
- un tremplin de musiques actuelles pour soutenir et diffuser la création musical au Pays basque ;
- de l'événementiel à grande échelle, pour proposer une offre culturelle variée et accessible de tous en Pays basque, via l'organisation du festival EHZ ainsi que des concerts thématiques comme Elektrotasuna (musique et culture urbaines)[34] ;
- la formation des bénévoles pour être un vecteur d'apprentissage et d'insertion sociale dans chacune de ses actions[35] ;
- le programme de création de spectacle vivant Sorgin pour soutenir l'initiative artistique et les compagnies ou associations locales ;
- l'appel à projet de créations graphiques et plastiques Artean pour valoriser et développer les arts visuels ;
- des rendez-vous et des supports de réflexions pour sensibiliser les publics et créer des espaces de débat sur diverses thématiques: Zin'EHZ, édition, conférences, etc.

L'objectif d'EHZ est d'organiser des véritables rencontres ouvertes, populaires et accessibles, où des personnes d'origines et de sensibilités différentes se retrouvent, autour de projets transversaux. L'association EHZ présente ainsi deux facettes: EHZ comme outil de diffusion, de fédération, de soutien, d'expression et d'échange. EHZ comme acteur de la vie culturelle, sociale et économique du territoire. Par exemple, à partir de 2021 EHZ fait des interventions dans les lycées et Gau Eskola du Pays Basque Nord pour sensibiliser les élèves sur la culture basque et la langue basque.

## Quelques actions menées
- EHrZ tremplin de musique amplifiée : après 5 éditions d’EHrZ, tourné vers le Pays basque, où il était offert aux groupes locaux l’opportunité d‘être mis en lumière via le festival, il a été souhaité d’ouvrir le concours à l’international. Les modalités ont un peu bougé, mais l’objectif reste le même : aller à la recherche de nouveaux artistes, et leur offrir la possibilité de se produire au festival. En écho à la thématique proposée par EHZ, l’objectif est de mettre en avant des groupes issus de cultures « minorisées ». L’objectif est de faire du festival un rendez-vous de cette jeunesse engagée qui n’a pas nécessairement beaucoup d’occasion de se rencontrer et d’échanger sur leur manière de vivre aux quatre coins du monde.
- Sorgin : l'objectif est de soutenir des artistes et collectifs d'artistes locaux (professionnels ou amateurs), en proposant à l'un d'entre eux, de créer une production originale. Sorgin est aussi un outil essentiel pour dynamiser le rôle des festivaliers et des bénévoles dans le cadre et autour du festival.
- Artean est un programme d'EHZ qui s'inscrit dans un désir de promouvoir et diffuser la création. À la suite du succès du programme irudikatu en 2011, EHZ renouvèle l'expérience. EHZ souhaite alors renforcer et approfondir ce programme. Artean se décline sous le slogan « imagine tes idées ». À la suite du succès des œuvres réalisées par 3 artistes en 2013 au château Garroa, ce programme est approfondi en travaillant avec Koldo Teilleria, architecte et urbaniste.

## Programmations année par année
- 1996 : Def Con Dos, Regg'lyss, Estaiak, Sutagar, Sustraia, Kashbad, Joxe Ripiau (es), Fabulous Troubadors, Anje Duhalde, Terry O'neill

- 1997 : Zebda, Massilia Sound system, Oskorri, les Naufragés, Exkixu, Ixo Rai ! Potato, E.V, Marousse, Zpeizurdiak, Edgar de l'Est, Joxe Ripiau, Zaldibobo, Aire Ahizkak, Monica Bargallo, Rigor Mortis, Buruko Mina, Os diplomaticos, De Monte Alto, Bawawa Son

- 1999 : Fermin Muguruza Brigadistak, Bad Manners, Sergent Garcia, La Ruda Salska, Gnawa diffusion, Charanga, Sai Sai, Steppin'Jogo, L'Imposture, Habeas Corpus, Rakoto, Pi-Lt, Skunk, Anparanoia, Haurtzarrak, Bigeniel Droch, Pier Pol Berzaiz, Nomadas, Batzaldi, Tapia, Leturia eta Patxi

- 2000 : Mix up, Lo Mumba, Laurel Aitken & The Bask ska all stars, Doktor Deslai, Lion Sound System, Todos Sus muertos, Mass Hysteria, Anestesia, Portbello Bones, Seven Hate, Damon Jee, Chjami aghjalesi, Niko Etxart, Rageous Gratoons, Macaco

- 2001 : Sergent Garcia, 100% Collègues, Le Maximum Kouette, Carotone, Txapelpunk, DJ Alf, SO clan, N, Assassin, Macka B, Baobab, Tonino Baobab, Alma, Empalot, Kolpe-K, Su Ta Gar, DJ Kino, Lluís Llach, No beber, Flor del Fango, Kepa Junkera, Celtas Cortos

- 2002 : Amparanoia, Mahamudra, K2Rriddim, Piarres, Pi-Lt, Selektah Kolektiboa, Kuraia, DJ Magid, Les hurlements de Léo, Max Roméo, Sonoma, Canta u populu corsu, Okabe, X syndicate, Root system, Anje Duhalde, Aire ahizpak, Victims Family, Eraso, Bad f line, DJ Jack freddy, Noir Désir, Marcel & son orchestre, Le Peuple de l'Herbe, Unama, Tapia Leturia ta Patxi, Zurartean, Xabaltx, Danyèl Waro, Zpaze banako

- 2003 : Okabe, Skunk, Burning Heads, Zebda, Hamlet, International Karate Punks, DJ Magid, Golgoth 13, Sagarroi, Marakooja, Steppin'jogo, Lagony, Sorkun, Skatalites, Lofofora, Punish Yourself, Kaophonic Tribu, DJ Krishna, UNAMA, Dantzapiko, Kuatuor, Hegalka, I Muvrini, Oskorri, Les Tontons flingueurs, Banda Bassotti, Lou seriol

- 2004 : Vaguement la jungle, Swades : Nous, le peuple, The Sleepers, Fabulous Troubadors, Gari, Gojira, Amaren alabak, Niko Wayne Toussaint, AK, Sally Nyolo, Kuraia, New York Ska-Jazz Ensemble, Ruby Steiner, DJ Pirate, Cheveu, Rubin Steiner, Samary lail, Anari, Mix6T, Paco ta Marieder, Mardi Grass Brass Band, Ceitre cinn, Java, Les motivés, Elaudi, Fermin Muguruza, The Witch

- 2005 : Amaren alabak, Che Sudaka, Svinkels, Daniel Hélin, Luke, Izate, Skunk, Maksagar taldea, Marc Perrone, Bertso et slam o féminin, Mal de Ojo, Zea Mays, Okabe, Sinclair, BKBO, Watcha, Willis Drummond, Bikini Machine, Elisa do Brasil, Karidadeko Benta, Niko Etxart, Maceo Parker, Didier Super, Wolfundkind, Pinel, High Tone

- 2006 : Groundation, Manimal, Femmouzes T, Babylon Circus, , Ken Zazpi, Berri Txarrak, Elefunkman, Ras Daniel Ray, Holako, Otxalde, L'Arcusgi, Shaolin Temple defenders, Debout sur le zinc, La Kinky beat, Missil, Stu, Zibool, Garazi Philantropik orchestra, Dionysos, Têtes raides, Yann Tiersen

- 2007 : Skatalites, Gojira, La Phaze, Pich, La fin de la société, Lehendakaris muertos, Lisabo, DJ John Lord Fonda, Anestesia, Fermin Muguruza, Les Ogres de Barback, Delorean, Gozategi, Karidadeko benta, Familia Arthus, La rue des Pavots, I love Ufo, Willis Drummond, DJ Moule, Kepa Junkera, Mouss et Hakim, Tokyo Ska Paradize, All Jazz Era, Ekintza

- 2008 : Keny Arkana, Ojos de brujo sound system, Obrint Pas, Borrokan, Ultra Vomit, DJ Loo & Placido, Txikan, Clawfinger, MAP (Ministère des Affaires Populaires), Bauchklang, Latzen, Alamo Race Track, Pib all star, Sister Simone & the holy balls, Inserta, Potato, Orkresta, Restons calmes, Toot’s & the Maytals, Ruper Ordorika, Tonino Carotone, Esne beltza, Booze brothers, Akerbeltz, Amaren Alabak, Iron eta Maider

- 2009 : Zura, Borrokan, The Bellrays, Safaa Arapiyat, Manu Chao, Willis Drummond, Emir Kusturica, Kalash l'Afro, Miss DJ Blue, Wankin Noddles, Che Sudaka, Deabruak teilatuetan, We are standard, Deskontrol, Puppetmastaz, Beat Torrent, Dj Madgic Baraka Music, IceBerg, The Congos, Sebastien Schuller, Seun Kuti, DJ Moustic, Bost Gehio, Milsup

- 2010 : Gojira, The Jim Jones Revue, Le catcheur et ka pute, 2 Many DJ's, Broken Social Scene, Elenes, Alpha Blondy, Casey, Izia, Hint, Ez3kiel, Rinôçérose, The Subs, Berri Txarrak, Zea Mays, Moi-Moi, ça-i, Le Peuple de l'Herbe, La Pegatina, Mister Saguak, Balkan Beat Box, Bizardunak, Rachid Taha, Mikel Urdangarrin, Musikherria

- 2011 : Morcheeba, IAM, Goran Bregovic, Nasser, Killers, Mopa, Le Prince Miiaou, Estricalla, Le catcheur et la Pute, Anari, Ken Zazpi, Jim Jones Revue, Shakaponk, Chineese Man, Goose, Split 77, The rodeo idiot engine, Atom rhumba, Drunken balordi, IPK, Tiken Jah Fakoly, La Phaze, Betagarri, Prowpuskowic, ZEP, Norte Apache, Bongo Botrako, Ardibeltza, Musikherria, Auras

- 2012 : Public Enemy, Gojira, Danakil, We Are Standard, Cobra, Matxura, Miyavi, MoiMoi, Islaia, Anai Arrebak, If Renaud was a Punk, Bilau, Mobydick, Sepultura, The Bloody Beetroots DJ Set, Youssoupha, 17 Hippies, Esne Beltza, Su Ta Gar, Bebe, Raggasonic et The Abyssinians, HK et les Saltimbanks, Vendetta et Laket, IPK Prod, Chakaraka

- 2013 : Fermin Muguruza, Skandalue, Zuloak, Alice Francis, Aguxtin, Xutik, Keny Arkana, Willis Drummond, Viva Bazooka, Piano Chat, Anestesia, Étienne de Crécy, Polygorn, Jimmy Cliff, Herri Oihua, Iheskide, Kočani Orkestar, Belako, Black Lips, Casey, Gull, Le Mutant, Capsula, Misteur Valaire, L'Hereu Escampa, Concrete Knives, Elisa do Brasil, Miss Trouble, Archive, Motxila 21, If Renaud was a Punk, Les Ogres de Barback, Bal 2 Vieux, Hola a todo el mundo, Itziarren Semeak

- 2014 : ...

- 2015 : Anje Duhalde, Aguxtin Alkhat, Maialen Errotabehere eta Petti, Anestesia, Berri Txarrak, Bertsu , Battle, Bilbomatiks, Boris Brejcha, La Compagnie du Petit Monsieur, Cotton Claw, Cumbian’Bero, Deluxe, Elektro de Luxe, Elektrotxaranga-TTEK, Erotic Market, Garaztarrak, Goliath, Il Muro del Canto, Iron Skulls, Jim Jones and the Righteous Mind, Joseba Lenoir Gang, Kasernarat, Kolinga, Kuma No Motor, Last Fair Deal, Last Train, Martin Mey, Massilia Sound System, Mutxikoak, Old School Funky Family, Oreka, Pelax, Bonbon Noir et Crotte de Bique, Polygorn, Random

Recipe, Rouge Elea, Skakeitan, Skip and Die, Tania de Sousa, The Ofenders, Txoborro & Tor, Un Gos Robant, Woods,..
- 2016 : Crystal Fighters, Nneka, Kadavar, Fermin Muguruza & new Orleans Basque orkestra, Clap! Clap!, Belako, Alo Wala, Mammùt, Willis Drummond, The Rumjacks, La Yegros, El_Txef_A, Kaviar Special, 2zio, Niña Coyote & Chico Tornado, Francky goes to Pointe a Pitre, Gozategi, Lumi, Holako Deluxe, Mc Onak, Eskean Kristö

- 2017 : Le festival a été annulé à cause des graves intempéries qui rendaient impossibles son bon déroulement. Malgré tout, quelques tables rondes et concerts ont été organisées en soutien, et EHZ a organisé un concert à Espelette avec PiLT, Zea Mays, Anestesia et Biarritz Dance School. Le programme avant annulation était le suivant : Akua Naru, Oum, Gatibu, Marta Ren, Nova Twins, Smokey Joe and the Twins, Duchess Says, PiLT, La Cafetera Roja, Zea Mays, Kumbia Queers, Gablé, Wucan, Huntza …[36]

- 2018 : En raison d’une restructuration provoquée par plusieurs facteurs internes, il n’y a pas eu le festival habituel cette année-là. Un “EHZ nomade” a été organisé, avec des concerts dans différentes villes et villages du Pays Basque Nord pendant plusieurs jours.

- 2019 : Vendredi : Diabolo Kiwi, Liher, Izaki Gardenak, Gari, Koban, Madeleine, Nizuri Tazuneri. Samedi : Pelax, Niña Coyote eta Chico Tornado, Anari, Old School Funky Family, Rodeo, Alba, The Very Small Orchestra. Dimanche : La Jodedera, Broken Brothers Brass Band, Ray Fernandez, Willis Drummond, Ohianeko Zuhainetan, Ibil Bedi.

- 2021 : Vendredi : Olatz Salvador, Rüdiger, Juanita Banana, Lukiek, Herdoil, Ro, Torheit, Mäirü, Proleter. Samedi : Entrexatak Tio Teronen Semeak,, Zea Mays, Frigo, Physis vs Nomos, Eneritz Furyak Aguxtin Alkhat, Jewel Usain, Fetiche, Anestesia,, Tremenda Jauria, Chill Mafia. Dimanche : Xiberoots, Ruper Ordorika, Kuartz, Diabolo Kiwi, Astobaba, Rukula, Potato, Lyre le Temps, Nogen (bertan behera), Reykjavik 606, Andoni Ollokiegi.

- 2022 : Vendredi : Lumi, Amorante, Senor Glifozat, Juanita Banana, Delirium tremens, Eesah Yasuke (bertan behera), Sepultura, 0ra, Fizt&Furiuz, Atoem. Samedi : Erabil Kolektiboa, Sarini zirko, Gaititstaneko orkestra, Haatik, Kilimak, Madelyn Ann, Lee scratch pourri, Pasadena, Vulk, Ezpalak, Bulego, Ødei, Dj Txako, Merina gris, Calling Marian. Dimanche : Ibilbedi, Rakatapunk, Frikun, Sofa, Marko et selektarak, Ah! Kwantou, Xutik, Joseba Irazoki eta lagunak, Niko Etxart eta hapa hapa, Fusible. Kinbonbo brass band, Gailu, Dj Reimy, Joseba Tabia.

- 2023 : Vendredi : J Martina, Muare, Kuma No Motor, Liher, aKts, Mandarine, Habia, Madmadmad, François Del Mundo, Belako (ezin izan baitzuen jo, Lukiek taldeak ordeztu zuen), Willis Drummond. Samedi : Ztah, Krav Boca, DIA DJ, Billie Brelok, RTZ, Ixtaklok, Nize, Gatibu, Aho Zakil Konekxion, Vapa, Arima, Ixabe, Mice, Ada Oda, Zetak, Otxo, Zo-Zongó!!, Alarma Morea. Dimanche : Nocturne, Bilabal, Cumbiam´ bero, Patxaranga, Sofa, Kolinga, Estelle. D, Pisoo & OPH, Atzarbale, FM Belfast, Daudane, Afrika Bibang, Soulfly, Kristonak, Bahez, Goxua´n Salsa.

### Arberatze-Zilhekoa
- 2024 : Vendredi : Pelax, Janus Lester, Sei Sega, Auhen, Tshegue, Bananas, Belako, Benizze, Meule, Euskabaret eta Broken Brothers Brass Band. Samedi : Gorka Urbizu, Anari, Libe, Karma, Haira, RTZ Kolektiboa, Harat, Su Ta Gar, Kimule, Lysistrata, Nakar, Süne, Buuzbu, Gaitamik, Otonaia, Zabala, Ke Lepo eta Vox Low. Dimanche : Octopussy, Rüdiger, Katoum, Vincen García, Ezezez, Bloñ, Ü, Old School Funky Family, Amoba, Munhogain, Seguime, Beethoven, Euskorleans, Cie Par Allèles, Pantzo Man Show, Cocanha, Dj Reimy eta Raimondo el Canastero.

## Les lieux du festival
- 1996-2003 : Saint-Martin-d'Arrossa
- 2004-2008 : Idaux-Mendy
- 2008-2012 : Hélette
- 2013-2017 : Mendionde
- 2019-2023 : Irissarry[37]
- 2024-2025 : Arbérats-Sillègue

## Galerie

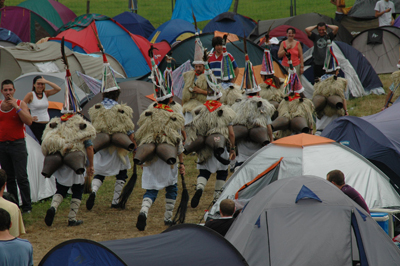